# Ampulex albobarbata
Ampulex albobarbata är en  stekelart som beskrevs av Kazuhiko Tsuneki 1982. Ampulex albobarbata ingår i släktet Ampulex och familjen Ampulicidae. Inga underarter finns listade i Catalogue of Life.